# Руська Бистра
Руська Бистра (словац. Ruská Bystrá) — село в Словаччині в районі Собранці Кошицького краю.

## Назва
Назва вказує національну та релігійну приналежність мешканців, які жили на берегах гірської бистрини.

## Географія
Село розташоване на висоті 453 м над рівнем моря.

## Історія
Уперше згадується 1405 року.

## Пам'ятки
У селі є дерев'яна греко-католицька церква перенесення мощів святого Миколая з 1730 року, національна культурна пам'ятка, 2008 року занесена до списку ЮНЕСКО.

## Населення
| Рік:            | 1993 | 2003     | 2013     | 2023    |
| --------------- | ---- | -------- | -------- | ------- |
| Кількість осіб: | 173  | 137      | 115      | 107     |
| Різниця:        |      | -20,80 % | -16,05 % | -6,95 % |

| Рік:            | 2022 | 2023    |
| --------------- | ---- | ------- |
| Кількість осіб: | 106  | 107     |
| Різниця:        |      | +0,94 % |

У селі проживає 112 осіб.

## Інфраструктура

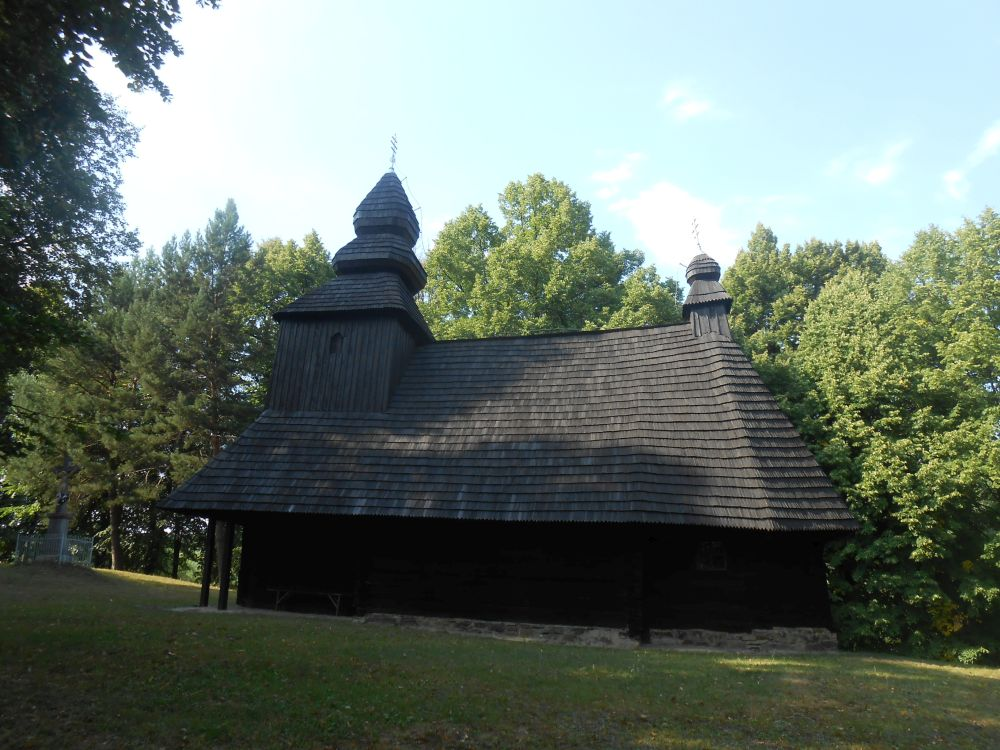
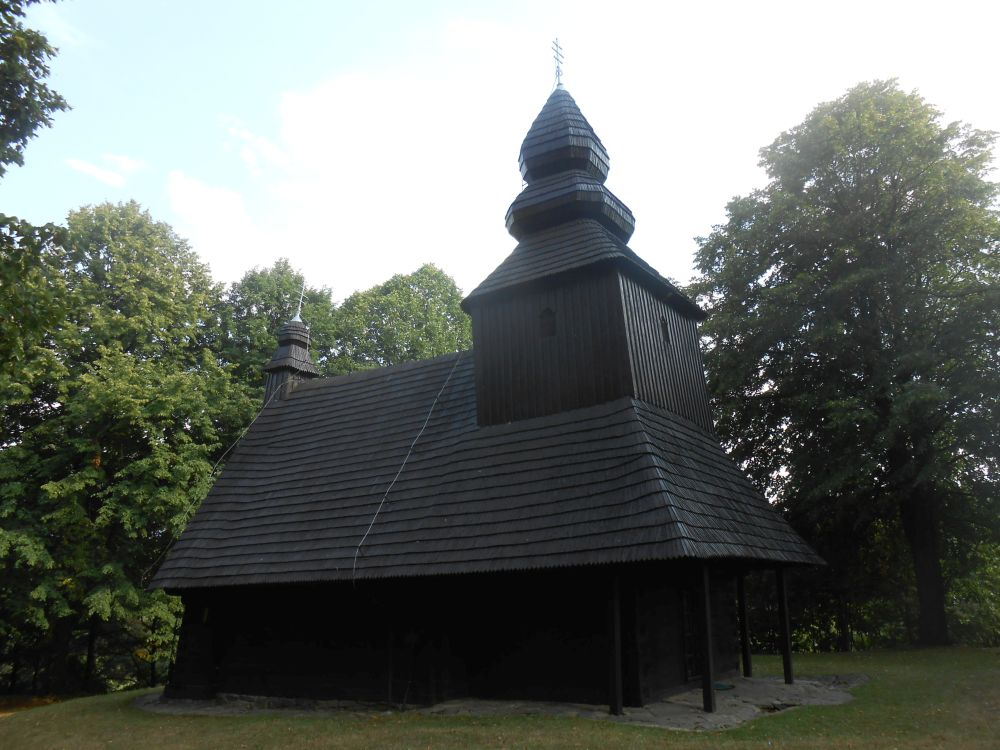

У селі є бібліотека.